# Im letzten Augenblick (1923)
Im letzten Augenblick ist ein 1923 gedrehter deutscher Stummfilm-Krimi aus der Stuart-Webbs-Reihe von und mit Ernst Reicher in der Hauptrolle.

## Handlung
Dieses Mal wird der elegante Meisterdetektiv Stuart Webbs in einen Fall gestoßen, bei dem er bis zur Lösung selbst mehrfach in Mitleidenschaft gezogen wird: mal wird er eingekerkert und in ein Fass eingesperrt und ins Wasser geworfen, dann wiederum liefert er sich einen Zweikampf auf einer Yacht auf Leben und Tod. Wie so oft ist der Auslöser der Geschehnisse das große Geld: denn der Fall, in den Webbs hineingezogen wird, ist auf den ersten Blick eine Liebesgeschichte.
Der junge Baron Swenson ist mit Ellen verlobt, während seine Schwester die Frau an der Seite eines gewissen Dickson ist. Stuart wird geholt, als auf den wohlhabenden Adeligen mehrere Attentate verübt werden. Webbs gerät wie erwähnt bei seinen Nachforschungen selbst mehrfach in Lebensgefahr, denn er findet bald heraus, dass Swensons Schwager hinter den Anschlägen steckt und es auf das Vermögen des Barons abgesehen hat. Von Stuart Webbs im letzten Augenblick, wie der Filmtitel verrät, gestellt, ehe es zum Mord an Baron Swenson kommen kann, versucht Dickson zu entkommen und findet dabei den Tod.

## Produktionsnotizen
Im letzten Augenblick entstand im Spätsommer/Herbst 1923, passierte am 1. Dezember desselben Jahres die Zensur und wurde in Berlin erstmals am 25. Januar 1924 in der Schauburg gezeigt. Die Länge des mit Jugendverbot belegten Sechsakters betrug 1808 Meter.

## Kritiken
Der Filmbote sah hier „ein außerordentlich spannendes Detektiv-Abenteurerdrama, in dem Ernst Reicher seine bekannte ausgezeichnete Darstellungskunst betätigt und in genialer Weise die wirren Fäden der abwechslungsreichen Handlung einer befriedigenden Lösung zuführt.“
Das Pilsner Tagblatt verortete „Eine Handlung voll Detektiv-Kniffen und heldenhafter Waghalsigkeit“.